# Brachoria versicolor
Brachoria versicolor är en mångfotingart som beskrevs av Hoffman 1963. Brachoria versicolor ingår i släktet Brachoria och familjen Xystodesmidae. Inga underarter finns listade i Catalogue of Life.